# Cinira Camargo
Cinira Camargo (Pilar do Sul, 8 de fevereiro de 1952) é uma atriz brasileira.

## Carreira
Nas décadas de 80 e 90, a ruiva era figurinha certa nas novelas de Walter Negrão com sua cabeleira vermelha. Ela participou de tramas como Que Rei Sou Eu?, Despedida de Solteiro e Tropicaliente. Último trabalho na TV havia sido na minissérie A Casa das Sete Mulheres em 2003. 
Em 2020, depois de 17 anos longe da televisão, volta em Amor de Mãe como Tânia Matos, uma mulher envolvida com o sumiço do filho da Lurdes, protagonizado por Regina Casé, protagonista da novela.

## Filmografia

### Televisão
| Ano  | Título                   | Personagem             |
| ---- | ------------------------ | ---------------------- |
| 1976 | Xeque-Mate               | Vera                   |
| 1977 | Cinderela 77             | Ciça                   |
| 1982 | Caso Verdade             | Clara                  |
| 1982 | Pic-nic Classe C         | Zelinda                |
| 1983 | Pão Pão, Beijo Beijo     | Maria Emília (Milica)  |
| 1984 | Corpo a Corpo            | Sílvia Abrantes        |
| 1985 | Um Sonho a Mais          | Mona Martins           |
| 1987 | Direito de Amar          | Esmeralda              |
| 1989 | Que Rei Sou Eu?          | Lily                   |
| 1989 | Top Model                | Milu                   |
| 1990 | Lua Cheia de Amor        | Lucrécia               |
| 1992 | Despedida de Solteiro    | Glória                 |
| 1994 | Tropicaliente            | Manoela                |
| 1995 | História de Amor         | Teca                   |
| 1996 | Vira Lata                | Drª. Antígone da Silva |
| 1998 | Era uma Vez...           | Laura Muniz            |
| 1999 | Terra Nostra             | Oriana                 |
| 2003 | A Casa das Sete Mulheres | China                  |
| 2020 | Amor de Mãe              | Tânia Matos            |

### Cinema
| Ano  | Título                           | Personagem  |
| ---- | -------------------------------- | ----------- |
| 1973 | Um Intruso no Paraíso            | Lays        |
| 1974 | As Cangaceiras Eróticas          | —           |
| 1974 | Pensionato de Mulheres           | —           |
| 1975 | Eu Faço... Elas Sentem           | Selma       |
| 1976 | Torturadas Pelo Sexo             | —           |
| 1976 | A Ilha das Cangaceiras Virgens   | Gringa      |
| 1977 | Presídio de Mulheres Violentadas | Presidiária |
| 1977 | Garimpeiras do Sexo              | —           |
| 1979 | A Noite dos Imorais              | Téia        |
| 1980 | A Filha de Emmanuelle            | —           |
| 1981 | As Meninas de Madame Laura       | Wilma       |
| 1981 | A Cafetina de Meninas Virgens    | Rosa        |

## Teatro
- 1978 — No Sex Please, Bárbara, direção de Flavio Rangel